# Xuân Bắc, Đồng Nai
Xuân Bắc là một xã thuộc tỉnh Đồng Nai, Việt Nam.
Xã có diện tích 63,2 km², dân số năm 1999 là 18.136 người, mật độ dân số đạt 287 người/km².

## Hành chính
Xã Xuân Bắc được chia thành 12 ấp: 1, 2A, 2B, 3A, 3B, 4A, 4B, 5, 6, 7, 8, Bầu Cối.